# Australoactina imperfecta
Australoactina imperfecta är en tvåvingeart som först beskrevs av Hardy 1932.  Australoactina imperfecta ingår i släktet Australoactina och familjen vapenflugor. Inga underarter finns listade i Catalogue of Life.